# Poecilophysis pseudoreflexa
Poecilophysis pseudoreflexa är en spindeldjursart som beskrevs av Zacharda 1980. Poecilophysis pseudoreflexa ingår i släktet Poecilophysis, och familjen Rhagidiidae. Arten är reproducerande i Sverige.